# Sporting San Miguelito
Maillots
Actualités
Dernière mise à jour : 16 décembre 2024.
Le Sporting San Miguelito est un club panaméen de football basé à Panama.

## Personnalités du club
Plusieurs internationaux panaméens sont passés par le club, à l'image de Fidel Escobar, Ángel Orelien, Orlando Mosquera (en) ou Richard Dixon (en).

## Palmarès
- Championnat du Panama (1)
  - Champion : 2013 (clôture).
  - Vice-champion : 2014 (ouverture).

- Championnat du Panama de deuxième division (1)
  - Champion : 1997